# توشيو ناكانيشي
توشيو ناكانيشي (باليابانية: 中西俊夫؛ بالكانا: なかにし としお) هو موسيقي ورسام توضيحي ومنتج أسطوانات ياباني، ولد في 13 يناير 1956 في طوكيو في اليابان، وتوفي بنفس المكان في 25 فبراير 2017 بسبب سرطان المريء.

## وصلات خارجية
- توشيو ناكانيشي على موقع IMDb (الإنجليزية)
- توشيو ناكانيشي على موقع ميوزك برينز (الإنجليزية)
- توشيو ناكانيشي على موقع ميوزك برينز (الإنجليزية)
- توشيو ناكانيشي على موقع ميوزك برينز (الإنجليزية)
- توشيو ناكانيشي على موقع ديسكوغز (الإنجليزية)